# Licnoptera crocodora
Licnoptera crocodora là một loài bướm đêm thuộc phân họ Arctiinae, họ Erebidae.